# إدي فيتزجيرالد
إدي فيتزجيرالد (بالإنجليزية: Eddie Fitzgerald)‏ هو منافس ألعاب قوى أمريكي، ولد في 18 فبراير 1888 في نيويورك في الولايات المتحدة، وتوفي في 7 مارس 1936.

## وصلات خارجية
- إدي فيتزجيرالد على موقع أوليمبيديا (الإنجليزية)